# Vashti Bunyan
Vashti Bunyan (Newcastle upon Tyne, 1945) è una cantautrice inglese.
Dopo la pubblicazione del primo LP, Just Another Diamond Day (1970), la Bunyan è scomparsa dalla scena musicale. Un certo interesse nei suoi confronti è risorto a partire dal 2000. Nel 2005 è tornata ad incidere (Lookaftering).

## Biografia

### Le origini e gli anni sessanta
Jennifer Vashti Bunyan nasce da John e Helen Bunyan a Newcastle upon Tyne. Per quanto si sia detto spesso che discendesse dall'autore del Pilgrim's Progress John Bunyan, lei stessa ha smentito questa voce.
Nei primi anni sessanta studia alla Ruskin, scuola di pittura dell'Università di Oxford. Ne viene espulsa, perché dedica troppo poco tempo a dipingere e assai di più a suonare e cantare. A 18 anni si trasferisce a New York e scopre la musica di Bob Dylan (The Freewheelin' Bob Dylan in particolare) e decide di diventare essa stessa una musicista a tempo pieno. Ritorna a Londra, attraverso l'agente di teatro Monte Mackay, fa la conoscenza del manager degli Stones, Andrew Loog Oldham, che vede in lei una singolare versione inglese delle varie Juliette Gréco, Marie Laforêt e Françoise Hardy. Nel 1965, con la direzione di quest'ultimo, nasce per la Decca il primo singolo, Some Things Just Stick in Your Mind, una canzone di Jagger e Richards che verrà pubblicata solo in Metamorphosis. Il singolo esce a nome di Vashti e il lato B presenta un pezzo della stessa Bunyan, I Want to Be Alone.
Tanto il singolo che la successiva Train Song, pubblicati dalla Columbia inglese nel maggio del 1966 e prodotti da Peter Snell, ebbero scarsa risonanza. L'unica sua altra performance ad essere pubblicata in questo periodo fu un intervento in The Coldest Night of the Year, con i Twice as Much (il pezzo fu poi inserito nel loro secondo ed ultimo album,That's All, pubblicato dalla Immediate Records, etichetta di Oldham, nel 1968).
Dopo aver registrato qualche altro pezzo per la Immediate Records, senza però pubblicare alcunché, e dopo una breve apparizione in Tonite Let's All Make Love in London, documentario del 1967 che la ritrae mentre interpreta la sua Winter Is Blue (pubblicata poi nell'album che raccoglie la colonna sonora del film stesso: Tonite Lets All Make Love in London), Vashti decide di intraprendere un viaggio, in compagnia del fidanzato Robert Lewis: con un carro trainato da cavalli si trasferiscono sull'isola di Skye e si uniscono ad una comune, fondata dall'amico Donovan Leitch. È durante il viaggio che comincia a scrivere le canzoni che finiranno, poi, nell'album Just Another Diamond Day, reso possibile dall'incontro, nel Natale del 1968, con Joe Boyd, il quale le offre la possibilità di incidere le sue canzoni di viaggio per la Witchseason Productions.
Un anno dopo, Vashti ritorna a Londra e incide il suo primo LP, Just Another Diamond Day (1970), assistita da Simon Nicol e Dave Swarbrick dei Fairport Convention, da Robin Williamson dell'Incredible String Band e l'arrangiatore Robert Kirby, oggi assai conosciuto per gli arrangiamenti ideati per i primi due album di Nick Drake. Just Another Diamond Day esce per la Philips Records: ottiene il plauso della critica ma fatica a trovare ascoltatori. Delusa, Vashti abbandona l'industria musicale e si rifugia tra i cottage di Glen Row (quartier generale della Incredible String Band, nei pressi di Innerleithen).

### La riscoperta
Vashti Bunyan passa la gran parte dei trenta anni successivi tra i propri figli e i propri animali. Nel frattempo, Just Another Diamond Day, rimanendone lei del tutto all'oscuro, diviene lentamente un album di culto, ben al di là della sua epoca di lancio, fino ad essere uno dei più venduti sought-after (in inglese "ricercati") del suo tempo. Una copia del disco è stata venduta su eBay per 2.000 dollari.
Nel 2000 Just Another Diamond Day è stato ripubblicato in CD (con alcune bonus track), consolidando la grande influenza che, nel frattempo, aveva avuto su una nuova generazione di artisti folk, tra cui Devendra Banhart e Joanna Newsom. Nel 2001, Banhart contatta la Bunyan direttamente, concretizzando il legame tra la cantante e i diversi artisti che avevano subito fino ad allora la sua influenza. Nel 2002 Vashti, che non incideva niente da 30 anni, viene invitata da Glen Johnson dei Piano Magic a cantare come ospite nella sua canzone Crown of the Lost. A partire da quel momento, la carriera musicale della Bunyan ha ripreso vita: è apparsa in dischi di Banhart e degli Animal Collective, finché, nel 2005, non ha inciso il suo secondo album, Lookaftering, per la Fat Cat Records. La canzone Train Song (presente nella raccolta Some Things Just Stick in Your Mind) è stata inserita da T Bone Burnett nella colonna sonora della prima serie televisiva HBO True Detective e come tema nei titoli di testa nella serie televisiva Amazon Original Patriot.

## Discografia

### Album in studio
- Just Another Diamond Day (Philips 1970)
- Lookaftering (Fat Cat Records 2005)
- Heartleap (Fat Cat Records 2014)

### Raccolte
- Some Things Just Stick in Your Mind (Singles and Demos 1964 to 1967) (Fat Cat Records/Spinney Records 2007)

### Singoli
- Some Things Just Stick in Your Mind / I Want To Be Alone (Decca, 1965) (come Vashti)
- Train Song / Love Song (Columbia, 1966) (come Vashti)

### Apparizioni in raccolte
- Tonite Lets All Make Love in London (1967)
  - Winter Is Blue (come Vashti)
  - Winter Is Blue (Reprise) (come Vashti)
- Circus Days - UK Psychedelic Obscurities 1966-70 Vol 1 (1990)
  - I'd Like To Walk Around In Your Mind (come Vashti)
- A Pot By Any Other Name (2001) (raccolta pubblicata dal magazine Ptolemaic Terrascope)
  - 17 Pink Sugar Elephants (versione registrata nel 1966 di Train Song)
- Instant Karma (2002)
  - Winter Is Blue (come Vashti)
- Folk Rock and Faithfull: Dream Babes Vol. 5 (2004)
  - Train Song (registrazione del 1966) (come Vashti)
  - Love Song (registrazione del 1966) (come Vashti)
- The Golden Apples of the Sun (2004)
  - Rejoicing in the Hands (con Devendra Banhart)
- The Enlightened Family: A Collection of Lost Songs (2005)
  - Song of a Wishwanderer (registrazione del 1968)
- Not Alone (2006)
  - Same But Different
- Ballads of the Book (2007)
  - The Fire (testo di Rodge Glass)
- Gather In The Mushrooms - The British Acid-Folk Underground 1968 - 1974 (2004)
  - Winter Is Blue

### Apparizione come ospite
- Twice as Much - That's All (1970)
  - Coldest Night of the Year (registrazione del 1967)
- Piano Magic - Writers Without Homes (2002)
  - Crown of the Lost
- Piano Magic - Saint Marie EP (2004)
  - Dark Ages
- Devendra Banhart - Rejoicing in the Hands (2004)
  - Rejoicing in the Hands
- Animal Collective - Prospect Hummer (2005)
  - It's You
  - Prospect Hummer
  - I Remember Learning How to Dive
- Vetiver - Thing of the Past (2008)
  - Sleep a Million Years
- Dudley Benson - Forest: Songs by Hirini Melbourne (2010)
  - Tui